# Shi-Yomi
Der Distrikt Shi-Yomi ist ein Distrikt im indischen Bundesstaat Arunachal Pradesh. Sitz der Distriktverwaltung ist Tato.

## Geschichte
Am 8. Dezember 2018 wurde das Gebiet geschaffen. Es entstand aus den nördlichen Gebieten des Distrikts West Siang, den Circles Mechuka, Monigong (auch Manigong), Pidi und Tato.

## Geografie
Der Distrikt Shi-Yomi liegt im Norden von Arunachal Pradesh an der Grenze zu China. Der Distrikt grenzt im Nordosten an den Distrikt Upper Siang, im Osten an den Distrikt Siang, im Südosten an den Distrikt West Siang, im Südwesten an den Distrikt Upper Subansiri sowie im Westen und Nordwesten an Tibet. Die Fläche des Distrikts Shi-Yomi beträgt 2875 km². Das Gebiet ist bis auf das über der Waldgrenze liegende Bergland im Norden des Distrikts fast vollständig von Wald bedeckt. Die wichtigsten Flüsse sind der Siyom und sein Nebenfluss Yargyab Chu.

## Bevölkerung

### Übersicht
Nach der Volkszählung 2011 (damals noch die Circles Mechuka, Monigong, Pidi und Tato im Distrikt West Siang) hat der Distrikt Shi-Yomi 13.310 Einwohner. Bei 4,6 Einwohnern pro Quadratkilometer ist der Distrikt nur dünn besiedelt. Die Bevölkerungsentwicklung ist typisch für Indien. Zwischen 2001 und 2011 stieg die Einwohnerzahl um 29,6 Prozent. Der Distrikt ist deutlich ländlich geprägt und hat eine unterdurchschnittliche Alphabetisierung. Es gibt keine Dalits (scheduled castes), aber sehr viele Angehörige der anerkannten Stammesgemeinschaften (scheduled tribes).

### Bevölkerungsentwicklung
Wie überall in Indien wächst die Einwohnerzahl im Distrikt Shi-Yomi seit Jahrzehnten stark an. Bei den Volkszählungen 1971 und 1981 war die Subdivision Mechuka deckungsgleich mit dem Gebiet des heutigen Distrikts. Bei den folgenden Volkszählungen die Circles Mechuka, Monigong und Tato (Pidi entstand erst im 21. Jahrhundert). Die Zunahme betrug in den Jahren 2001–2011 rund 30 Prozent (29,61 %). In diesen zehn Jahren nahm die Bevölkerung um mehr als 3000 Menschen zu. Die genauen Zahlen verdeutlicht folgende Tabelle:

### Bedeutende Orte
Es gibt im Distrikt keine einzige städtische Siedlung. Der Hauptort Tato zählt 748 Einwohner.

### Bevölkerung des Distrikts nach Geschlecht
Der Distrikt hatte immer mehr männliche wie weibliche Einwohner. Dies ist typisch für weite Gebiete Indiens. Die Verteilung der Geschlechter sieht wie folgt aus:
| Verteilung der Bevölkerung nach Geschlecht im Distrikt Shi-Yomi |                   |                   |                   |                   |                   |                   |                   |                   |                   |                   |
|                                                                 | Volkszählung 1971 | Volkszählung 1971 | Volkszählung 1981 | Volkszählung 1981 | Volkszählung 1991 | Volkszählung 1991 | Volkszählung 2001 | Volkszählung 2001 | Volkszählung 2011 | Volkszählung 2011 |
| Anzahl                                                          | Anteil            | Anzahl            | Anteil            | Anzahl            | Anteil            | Anzahl            | Anteil            | Anzahl            | Anteil            |                   |
| GESAMT                                                          | 6138              | 100 %             | 7050              | 100 %             | 8328              | 100 %             | 10.269            | 100 %             | 13.310            | 100 %             |
| Männer                                                          | 3187              | 51,92 %           | 3595              | 50,99 %           | 4327              | 51,96 %           | 5282              | 51,44 %           | 6823              | 51,26 %           |
| Frauen                                                          | 2951              | 48,08 %           | 3455              | 49,01 %           | 4001              | 48,04 %           | 4987              | 48,56 %           | 6487              | 48,74 %           |

### Volksgruppen
In Indien teilt man die Bevölkerung in die drei Kategorien general population, scheduled castes und scheduled tribes ein. Die scheduled castes (anerkannte Kasten) mit (2011) 0 Menschen (0,00 Prozent der Bevölkerung) werden heutzutage Dalit genannt (früher auch abschätzig Unberührbare betitelt). Die scheduled tribes sind die anerkannten Stammesgemeinschaften mit (2011) 12.202 Menschen (91,68 Prozent der Bevölkerung), die sich selber als Adivasi bezeichnen. Zu ihnen gehören in Arunachal Pradesh 104 Volksgruppen. Aufgrund der Sprache (Zahlen für die Volksgruppen sind nur bis Distriktshöhe veröffentlicht) sind die Adi, Nissi/Dafla und Monpa die wichtigsten Gruppen innerhalb der anerkannten Stammesgemeinschaften im heutigen Distrikt.

### Bevölkerung des Distrikts nach Sprachen
Fast die ganze Bevölkerung des Distrikts Shi-Yomi spricht eine tibetobirmanische Sprache. Die weitverbreitetste Sprachgruppe ist Adi (Adi, Miniyong, Talgalo, Gallong und andere Sprachen; 9104 Personen oder 68,40 % der Distriktsbevölkerung). Weitere Sprachgruppen sind Bhotia (2306 Personen oder 17,33 %), Nissi/Dafla (513 Personen oder 3,85 %) und Monpa (289 Personen oder 2,17 %). Zuwanderersprachen sind die Sprachgruppe Hindi (312 Personen oder 2,34 %) und Punjabi (Pandschabi; 457 Personen oder 3,43 %).
Adi dominiert in allen Circles des Distrikts mit Ausnahme des Circles Mechuka mit Anteilen zwischen 88,49 % im Circle Tato und 99,32 % im Circle Pidi. Im Circle Mechuka beträgt der Anteil von Adi nur 1350 Personen oder 26,52 % der dortigen Einwohnerschaft. In diesen Circle liegt Bhotia an mit 2306 Muttersprachlern oder 45,30 % der dortigen Bevölkerung noch vor Adi. Die weiteren Sprachen sind sehr auf den Circle Mechuka konzentriert. Hindi, Nissi/Dafla, Bengali und Assami stellen kleine Minderheiten in den Circles Monigong und Tato. Die Verteilung der Einzelsprachen sieht wie folgt aus:
| Jahr                                   | Bhotia | Bhotia  | Nissi/Dafla | Nissi/Dafla | Punjabi | Punjabi | Adi  | Adi    | Monpa | Monpa  | Hindi | Hindi  | Gesamt | Gesamt   |
| Jahr                                   | Zahl   | %       | Zahl        | %           | Zahl    | %       | Zahl | %      | Zahl  | %      | Zahl  | %      | Zahl   | %        |
| -------------------------------------- | ------ | ------- | ----------- | ----------- | ------- | ------- | ---- | ------ | ----- | ------ | ----- | ------ | ------ | -------- |
| 2011                                   | 2306   | 17,33 % | 502         | 3,77 %      | 457     | 3,43 %  | 378  | 2,84 % | 289   | 2,17 % | 278   | 2,09 % | 13.310 | 100,00 % |
| Quelle: Ergebnis der Volkszählung 2011 |        |         |             |             |         |         |      |        |       |        |       |        |        |          |

### Bevölkerung des Distrikts nach Bekenntnissen
Der Distrikt ist religiös gemischt. Keine Glaubensgemeinschaft hat die Mehrheit. Die einheimischen Bewohner bekennen sich teilweise noch zu ihren angestammten Ethnischen Religionen. In den letzten hundert Jahren trat eine Mehrheit der Stammesangehörigen (scheduled tribes) zum Christentum über. Im Circle Mechuka sind 50,93 % der Bewohner oder 2593 Personen Buddhisten. Die anderen drei Circles haben christliche Mehrheiten zwischen 57,40 % im Circle Monigong und 93,15 % im Circle Pidi. In den Circles Mechuka, Monigong und Tato gibt es bedeutende Minderheiten von Anhängern der Ethnischen Religionen. Die Buddhisten (meist Bhotia) und Sikhs (meist Punjabis) leben fast alle im Circle Mechuka (99,3 % der Buddhisten und 99,6 % der Sikhs). Die genaue religiöse Zusammensetzung der Bevölkerung zeigt folgende Tabelle:
| Jahr                                   | Buddhisten | Buddhisten | Christen | Christen | Hindus | Hindus | Jainas | Jainas | Muslime | Muslime | Sikhs | Sikhs  | Andere | Andere  | keine Angaben | keine Angaben | Gesamt | Gesamt   |
| Jahr                                   | Zahl       | %          | Zahl     | %        | Zahl   | %      | Zahl   | %      | Zahl    | %       | Zahl  | %      | Zahl   | %       | Zahl          | %             | Zahl   | %        |
| -------------------------------------- | ---------- | ---------- | -------- | -------- | ------ | ------ | ------ | ------ | ------- | ------- | ----- | ------ | ------ | ------- | ------------- | ------------- | ------ | -------- |
| 2011                                   | 2610       | 19,61 %    | 6308     | 47,39 %  | 513    | 3,85 % | 12     | 0,09 % | 127     | 0,95 %  | 466   | 3,50 % | 3266   | 24,54 % | 8             | 0,06 %        | 13.310 | 100,00 % |
| Quelle: Ergebnis der Volkszählung 2011 |            |            |          |          |        |        |        |        |         |         |       |        |        |         |               |               |        |          |

## Bildung
Trotz bedeutender Anstrengungen ist das Ziel der vollständigen Alphabetisierung noch weit entfernt. Selbst der Alphabetisierungsgrad der Männer ist gering. Unter den Frauen können noch weniger Menschen lesen und schreiben. Die markant höhere Alphabetisierung ist typisch für Indien. Den Stand der Alphabetisierung zeigt die folgende Tabelle:
| Alphabetisierung im Distrikt Shi-Yomi  |                   |                   |
| Einheit                                | Volkszählung 2011 | Volkszählung 2011 |
| Einheit                                | Anzahl            | Anteil            |
| GESAMT                                 | 5363              | 46,93 %           |
| Männer                                 | 3341              | 57,46 %           |
| Frauen                                 | 2022              | 36,02 %           |
| Quelle: Ergebnis der Volkszählung 2011 |                   |                   |

## Verwaltung
Der heutige Distrikt ist in die vier Circles (Kreise) Mechuka, Monigong, Pidi und Tato unterteilt.